# Ryōhei Uchida (théoricien politique)

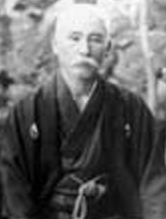
Ryōhei Uchida

Pour les articles homonymes, voir Uchida.
Ryōhei Uchida (内田 良平), né le 11 février 1873 dans la préfecture de Fukuoka au Japon et décédé à l'âge de 65 ans le 26 juillet 1937, est un théoricien politique japonais ultranationaliste et maître d'arts martiaux.

## Biographie

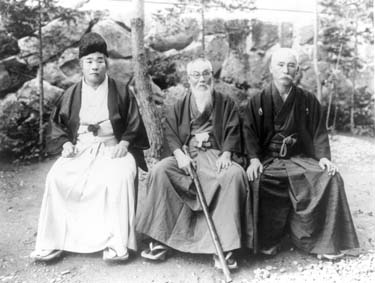
Onisaburo Deguchi, Tōyama Mitsuru et Ryōhei Uchida.

Uchida est né en 1873 dans la préfecture de Fukuoka. Fils d'Uchida Ryōgorō (en), pratiquant du Shintō Musō-ryū (en), il s'intéresse dès son plus jeune âge aux arts martiaux traditionnels japonais comme le kyūdō , le kendo, le judo ou le sumo. En 1895, il entre à l'université de Toyogo où il étudie le russe puis fait un voyage en Sibérie en 1897.
Toujours pendant sa jeunesse, Uchida rejoignit la société de l'Océan noir, un groupe terroriste nationaliste, et devint le disciple de son fondateur, Tōyama Mitsuru. La société secrète poussait à une politique étrangère en Asie plus agressive. Lorsque la rébellion paysanne du Donghak éclata en 1894 en Corée, il se rendit dans la péninsule pour aider les rebelles.
Après son retour au Japon, en 1901, il fonda la société du Dragon noir, une organisation ultranationaliste qui prônait une politique étrangère forte vis-à-vis de la Russie et la conquête de la Corée et de la Mandchourie. En 1903, il rejoignit le groupe anti-russe Tairo Doshikai qui appelait à déclarer la guerre à la Russie. Après la guerre russo-japonaise de 1904-1905, il consacra ses efforts à l'annexion de la Corée. Il fut l'un des partisans du parti politique coréen pro-japonais Iljinhoe en 1907. Durant les années 1920 et 1930, il attaqua le libéralisme social et politique japonaises. Il fut arrêté en 1925 en tant que suspect dans la préparation de l'assassinat du premier ministre Katō Takaaki et de l'empereur Taishō mais fut déclaré innocent.